# Битва при Мундшахаре
Битва при Мундшахаре — решающее сражение в кампании Надир-шаха по восстановлению Тахмаспа II на персидском троне. Афганцам Ашраф-шаха не удалось задержать наступление Надира на Исфахан через ущелье Хвар, где их засада была обнаружена. В сражении при Мундшахаре они попытались применить против персов их собственную тактику, но не преуспели в этом. Победа открыла Надиру дорогу на юг в сторону Исфахана и вернула на престол Тахмаспа на несколько лет, прежде чем Надир не сверг его.

## Предыстория

### События в Исфахане
Прибытие Ашраф-шаха в Исфахан ознаменовалось резней более чем 3000 персидских аристократов и священнослужителей, проведенной из расчета не допустить восстание в городе после катастрофического поражения афганцев при Дамгане. Это стало мерой предосторожности, так как сам Ашраф-шах был вынужден выехать из города со своей армией, чтобы встретить силы Надира, которые надвигалась на Исфахан.
Устранение всех потенциальных лидеров восстания в Исфахане дало афганскому лидеру уверенность, что он не будет зажат между персидской армией на севере и восставшим Исфаханом на юге. Эта чистка была проведена с особой жестокостью, был разграблен и сожжен базар города, а зверства афганцев, как считают историки, по сей день негативно влияют на отношения между Ираном и Афганистаном.

### Османская поддержка
После сокрушительных побед Надира над афганцами-гильзаями в северной Персии он отправлял письма туркам с требованиями немедленного вывода османских войск с исторических земель Сефевидов, которые турки приобрели у Ашраф-шаха по Хамаданскому договору. Понимая угрозу возрождающейся Персии на своей восточной границе, османы ответили на просьбы Ашрафа о помощи и послали ему орудия и артиллеристов. 31 октября 1729 года подкрепленный турецкими пушками Ашраф-шах выдвинулся из Исфахана в сторону приближавшейся армии Надира.

## Битва
Двигаясь на север, афганцы достигли защищенной позиции вблизи Мундшахара, примерно в 55 км к северу от Исфахана. 12 ноября 1729 года армия Надира появилась в поле зрения афганских разведчиков. Обнаружив укрепленную позицию Ашрафа, Надир попытался выманить его артиллерийским огнем, а после — видимостью обхода его укреплений и продвижения к Исфахану. Однако эта уловка не увенчались успехом.
Ашраф был слишком хитер, чтобы быть обманутым таким образом, и серьезно преуспел в анализе тактики Надира. Он, казалось, выработал противоядие против персидской системы ведения боя, кроме того, на этот раз он имел артиллерию, которой у афганцев не было в предыдущих битвах. Понимая, что лобовая атака на персидскую армию обречена на провал, Ашраф развернул свою артиллерию по кругу вокруг своего центра, состоявшего из длинная линия укрепившейся пехоты, по флангам от которой была расположена маневренная кавалерия.

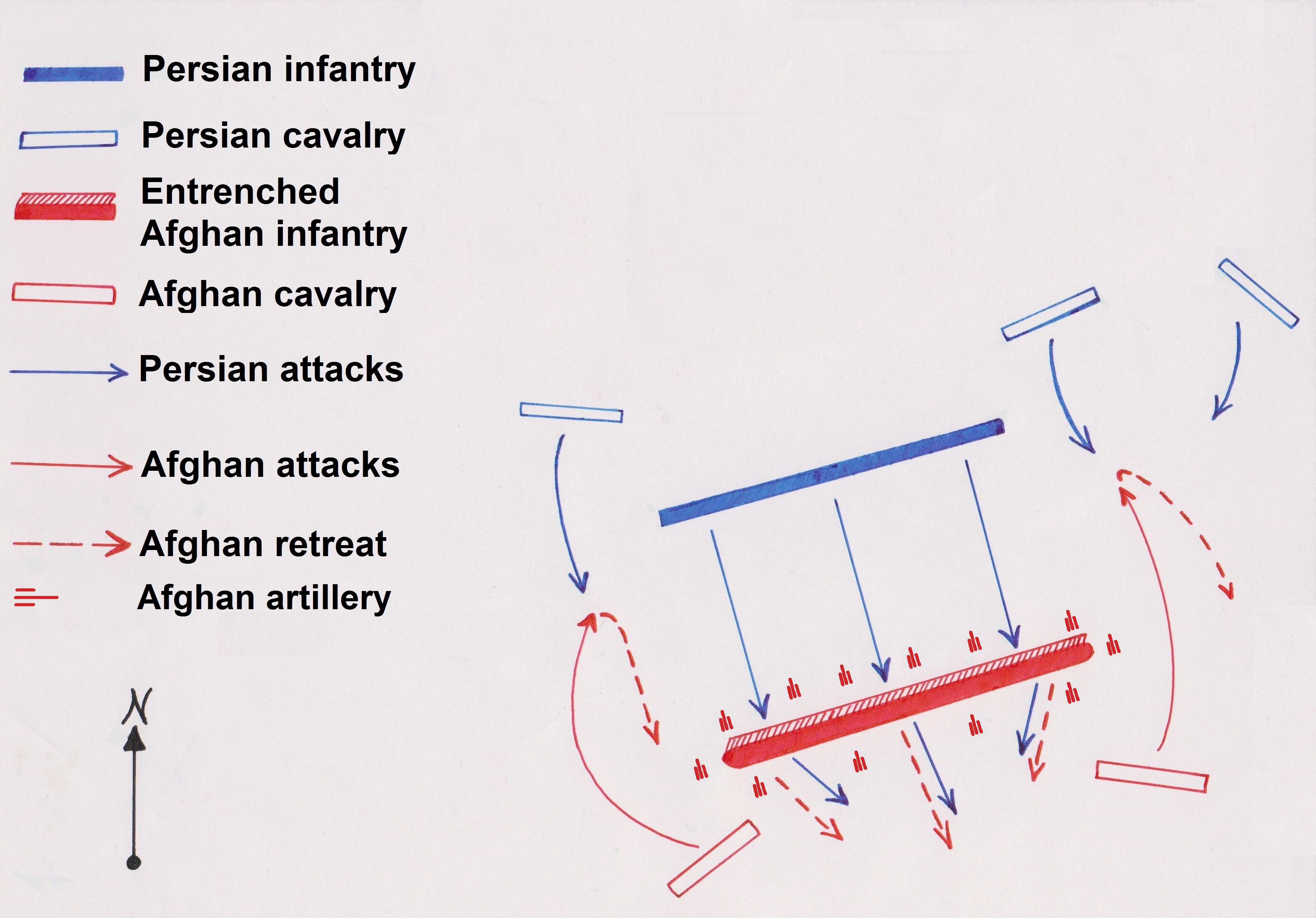
1. Надир отправляет контингент конницы, чтобы сдержать афганскую конницу на восточном крыле
2. Персидская линия пехоты атакует афганскую пехоту после перестрелки и залпов артиллерии с близкого расстояния
3. Многочисленные попытки конницы Ашрафа смять фланг персидской пехоты сорваны кавалерийскими резервами Надира
4. Афганская пехота рассыпается под давлением персидского центра, попытки Ашрафа сплотить их оказались напрасными

Надир подтянул своих стрелков к передовой и послал контингент конницы во главе с Хадж-беком Афшаром на восток, чтобы угрожать афганскому правому флангу, а оставшуюся кавалерию сохранил в резерве, чтобы сорвать любые попытки Ашрафа окружить его армию или пойти в лобовую атаку. Равномерное продвижение персидских стрелков было встречено огнем афганской артиллерии и засевших в окопах стрелков, но афганцы не смогли отбросить противника, который, подойдя к линии окопов, устремился в рукопашную.
Ашрафу не удалось ослабить давление на его пехоту ударами конницы против фланга персидской пехоты: персидская конница перехватила эти удары и отбросила врага. В конце концов центр афганской армии был продавлен, и Ашраф, сделав все возможное, чтобы сохранить порядок среди своих солдат, был вынужден признать ещё одно свое сокрушительное поражение. Ашраф устремился на юг, чтобы достичь Исфахана прежде, чем Надир.

## Последствия
Ашраф бросил остатки своей армии и со свитой бежал в Исфахан. Во второй половине дня он въехал в городские ворота. Погрузив ценности на вьючных животных и захватив с собой нескольких принцесс дома Сефевидов, Ашраф-шах покинул Исфахан и отправился в Шираз на рассвете. Османским артиллеристам, попавшим в персидский плен, Надир разрешил вернуться домой.